# Generazione mille euro
Generazione mille euro è un romanzo pubblicato da Rizzoli e scritto da Antonio Incorvaia e Alessandro Rimassa ispirato da un'inchiesta apparsa sul quotidiano spagnolo El País dal titolo La Generación de los mil euros.
Il libro, prima della pubblicazione avvenuta nel giugno 2006, è stato distribuito in maniera freeware online, attraverso l'omonimo sito Internet.
È uscito anche in Giappone, Germania, Austria, Corea, Paesi Bassi, Grecia, Portogallo e Francia, e pubblicato in edizione economica in Italia nel 2009 da BUR.
Dal libro è stato tratto il film Generazione mille euro (film), uscito nel 2009.

## Trama
La storia è quella di Claudio, 27 anni, venuto in città dalla provincia emiliana, che lavora come precario nell'ufficio marketing di un'azienda multinazionale. Divide vita e casa con Rossella, che si arrabatta come babysitter e hostess nelle fiere, Alessio, che ha rinunciato a una possibile carriera di giornalista per un "posto fisso" alle Poste, e Matteo, ricco e palestrato, che non arriverebbe a fine mese senza l'aiuto della famiglia. Ambientato a Milano, racconta le difficoltà dei ragazzi di oggi nell'affrontare la quotidianità e il futuro, tra lavori "a progetto" e poche risorse economiche: mille euro al mese. O anche meno.

## Il neologismo
Generazione Mille è un neologismo, introdotto in Italia dagli autori del libro, utilizzato per identificare quelle persone che, mediamente, guadagnano mille euro al mese, indipendentemente dal tipo di lavoro svolto e dalla loro formazione scolastica e professionale.